# Зборжевский, Александр Альбертович
Алекса́ндр Альбе́ртович Зборже́вский (пол. Aleksander Zborzewski; около 1835 — после 1860) — российский архитектор польского происхождения.

## Биография
Родился около 1835 года. Младший брат архитектора Наркиза Зборжевского. В 1856 (по другим данным — в 1857) году окончил Московское дворцовое архитектурное училище, получив звание архитектурного помощника по программе «Церковь». Работал в Москве. Некоторые источники приписывают ему сооружение нескольких церковных зданий, однако достоверных сведений о его постройках нет, а в архивных документах фамилия «Зборжевский» упоминается многократно, но всякий раз без инициалов. По мнению исследователей, большинство приписываемых Александру Зборжевскому зданий могло быть построено его старшим братом Наркизом, возможно при участии Александра. Скончался после 1860 года.